# Оук-Сіті (Північна Кароліна)
Оук-Сіті (англ. Oak City) — місто (англ. town) в США, в окрузі Мартін штату Північна Кароліна. Населення — 266 осіб (2020).

## Географія
Оук-Сіті розташований за координатами 35°57′42″ пн. ш. 77°18′15″ зх. д. / 35.96167° пн. ш. 77.30417° зх. д. (35.961682, -77.304044).  За даними Бюро перепису населення США в 2010 році місто мало площу 1,19 км², уся площа — суходіл.

## Демографія
Згідно з переписом 2010 року, у місті мешкало 317 осіб у 146 домогосподарствах у складі 86 родин. Густота населення становила 267 осіб/км².  Було 188 помешкань (158/км²).
Расовий склад населення:
| - 60,3 % — чорних або афроамериканців - 37,5 % — білих - 0,3 % — корінних американців - 1,6 % — осіб інших рас |

До двох чи більше рас належало 0,3 %. Частка іспаномовних становила 1,9 % від усіх жителів.
За віковим діапазоном населення розподілялося таким чином: 17,7 % — особи молодші 18 років, 54,9 % — особи у віці 18—64 років, 27,4 % — особи у віці 65 років та старші. Медіана віку мешканця становила 52,9 року. На 100 осіб жіночої статі у місті припадало 92,1 чоловіків;  на 100 жінок у віці від 18 років та старших — 86,4 чоловіків також старших 18 років.
Середній дохід на одне домашнє господарство  становив 44 270 доларів США (медіана — 36 250), а середній дохід на одну сім'ю — 55 361 долар (медіана — 54 063). Медіана доходів становила 31 875 доларів для чоловіків та 32 656 доларів для жінок. За межею бідності перебувало 14,3 % осіб, у тому числі 25,0 % дітей у віці до 18 років та 20,7 % осіб у віці 65 років та старших.
Цивільне працевлаштоване населення становило 139 осіб. Основні галузі зайнятості: виробництво — 26,6 %, освіта, охорона здоров'я та соціальна допомога — 19,4 %, мистецтво, розваги та відпочинок — 12,2 %, науковці, спеціалісти, менеджери — 8,6 %.